# یوزف دیتسگن
پیتر یوزف دیتسگن (به آلمانی: Peter Josef Dietzgen)
(۲۸ فوریه ۱۸۲۸ - ۱۵ آوریل ۱۸۸۸) روزنامه نگار، مارکسیست و فیلسوف سوسیالیست آلمانی بود. دیتسگن در بلنکنبرگ در استان راین در پروس به دنیا آمد. وی نخستین فرزند از پنج فرزند یوهان گوتفرید آنو دیتسگن (۱۸۸۷-۱۷۹۴) و آنا مارگارتا لوکرات (۱۸۸۱-۱۸۰۸) بود. دیتسگن مانند پدرش چرم‌ساز بود و در بنگاه چرم‌سازی خانوادگی خودشان در زیگبورگ برای عمویش کار می کرد. وی که فردی خودآموخته بود، به عنوان یک فیلسوف مستقل نظریهٔ سوسیالیستی، ماتریالیسم دیالکتیک را مستقل از مارکس و انگلس بسط داده بود. آثار او تأثیر عظیمی بر روی ولادیمیر لنین و انقلاب روسیه (۱۹۱۷) گذاشت که امروزه به ندرت بدان اشاره می شود. آثار لودویگ فوئرباخ تأثیر عظیمی بر تئوری های اولیهٔ وی داشته است. وی تنها یک فرزند داشت که اوژن دیتسگن نام داشت.
او، پیش از شناخت مارکس و انگلس، خود اصولی برای ماتریالیسم دیالکتیک پایه ریزی کرده بود، اما پس از دیدن کار این دو نفر، به یکی از طرف‌داران دو آتشهٔ آنان بدل شد.
مهم‌ترین و برجسته‌ترین کار او، استفاده از دیالکتیک برای توضیح و تشریح دقیق اپیستمولوژی است.

## مرگ

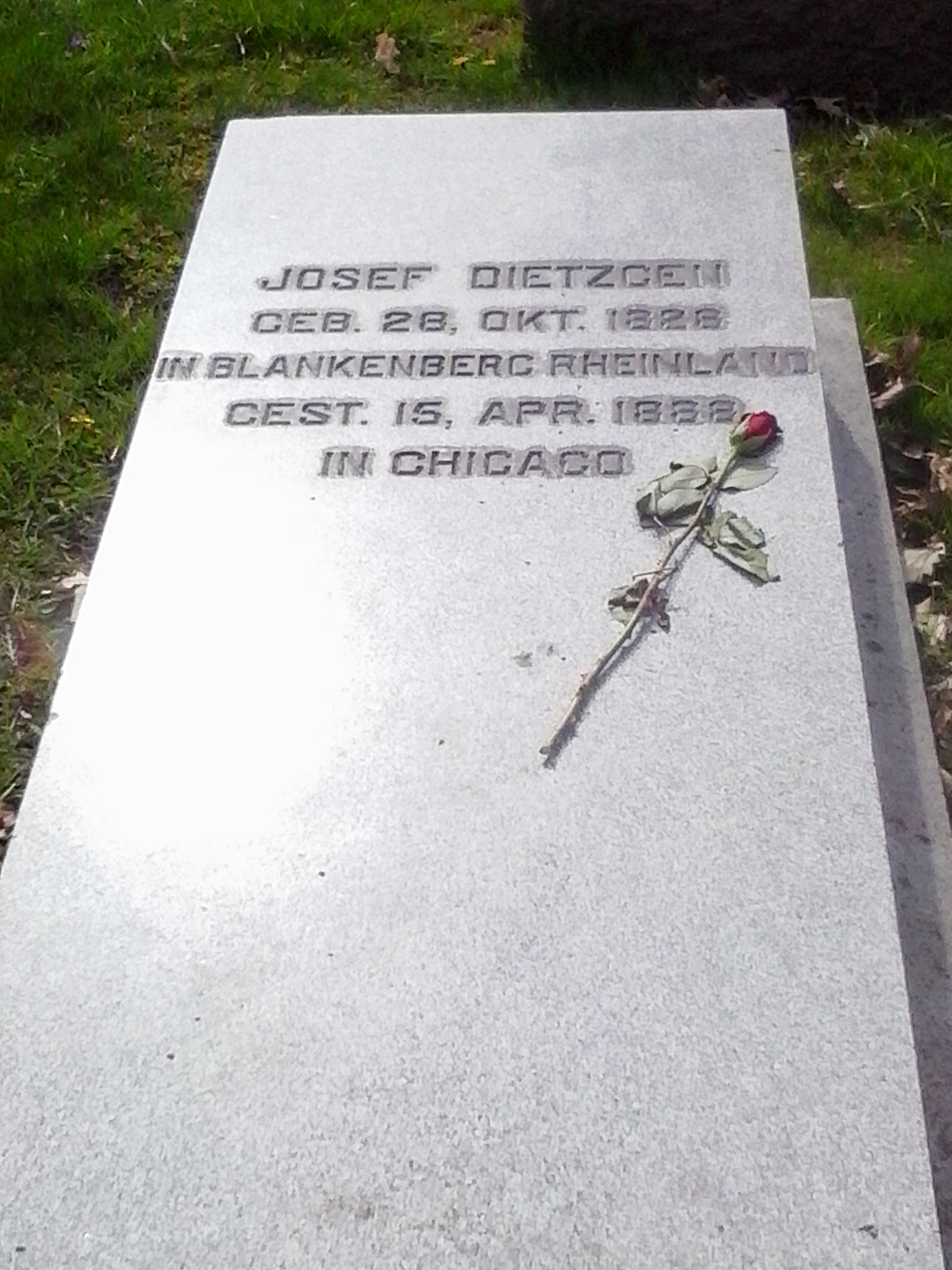
قبر یوزف دیتزگن، گورستان خانه جنگلی (والدهایم سابق)، پارک جنگلی، IL - 1 مه 2015

دیتسگن در حالی که در خانه سیگار می کشید درگذشت. وی که از قدم زدن در پارک لینکلن بازمی گشت، در حال بحث سیاسی پرهیجانی در رابطه با فروپاشی قریب‌الوقوع تولید سرمایه داری بود . وی در وسط جمله در حالی که دستش در هوا مانده بود در اثر سکتهٔ قلبی درگذشت. وی در گورستان والدهایم آلمانی، در پارک جنگلی در شیکاگو و در فاصلهٔ چند فوت آنسوتر از شهیدان هایمارکت به خاک سپرده شد.

## آثار ترجمه شده به فارسی
ماهیت کار مغز انسان: مقدمه‌ای بر دیالکتیک، ترجمهٔ آریا سلگی، چاپ اول : ۱۳۹۸، انتشارات سمندر.